# ألان هانسن (حكم كرة قدم)
ألان هانسن (بالدنماركية: Allan Hansen)‏ هو حكم كرة قدم وضابط شرطة دنماركي، ولد في 27 فبراير 1949 في Bogense ‏ في الدنمارك.